# Alf Petersson
Alf Roland Petersson (* 5. Februar 1933 in Helsingborg; † 29. März 2024 in Västerås) war ein schwedischer Leichtathlet, der eine Bronzemedaille bei Europameisterschaften gewann.

## Sportliche Karriere
Der 1,90 Meter große Petersson startete für IFK Helsingborg. Er war schwedischer Meister im 400-Meter-Lauf 1955, 1957, 1958 und 1960.
Bei den Europameisterschaften 1958 in Stockholm erreichte Petersson als einziger Schwede das Finale über 400 Meter, wobei er im Halbfinale mit 47,4 Sekunden einen neuen schwedischen Rekord aufstellte. Im Endlauf erreichte er in 47,5 Sekunden den fünften Platz. Die 4-mal-400-Meter-Staffel mit Nils Holmberg, Hans Lindgren, Lennart Jonsson und Alf Petersson lief im Finale in 3:10,7 Minuten ebenfalls schwedischen Rekord und erreichte das Ziel als Dritte hinter den Briten und der Staffel aus Westdeutschland.
Zwei Jahre später bei den Olympischen Spielen 1960 in Rom gewann Petersson seinen Vorlauf über 400 Meter in 48,3 Sekunden, trat aber dann zum Viertelfinale nicht an. Die 4-mal-400-Meter-Staffel mit Hans-Olof Johansson, Per-Owe Trollsås, Lennart Jonsson und Alf Petersson schied im Halbfinale aus.

## Bestleistungen
Seine Bestleistungen waren (laut storagrabbar.se):
- 100 Meter: 11,0 Sekunden
- 200 Meter: 22,0 Sekunden
- 400 Meter: 47,0 Sekunden
- 800 Meter: 1:50,6 Minuten
- Weitsprung: 7,31 Meter